# Punta Sur (San Andrés y Providencia)
La Punta Sur de la San Andrés Isla (Colombia) es la zona más alejada del sector turístico de la isla. Por sus condiciones naturales, cuenta con el paisaje más agreste de la isla donde se puede apreciar la diversidad de flora y fauna; además, está poblado en su mayoría por nativos.

## Ubicación geográfica
San Andrés está ubicado en el mar Caribe, específicamente en las coordenadas 12°35′00″N 81°42′00″O, linda con Nicaragua y Costa Rica y está a aproximadamente 775 kilómetros de las costas colombianas. Esta región se encuentra en el sur de la isla delimitado desde El Cove y San Luis hacia abajo.

## Naturaleza
Punta Sur cuenta con el paisaje más agreste de la isla, allí se encuentra gran parte del bosque seco y denso, siendo propicio para que diferentes animales y plantas se establezcan en el lugar. Según el Estudio y Conservación de las Aves de la Isla de San Andrés, este es el lugar preferido para anidar de varias de las 26 aves residentes como el Chincherry, su ave endémica y por cerca de 93 aves migratorias boreales como el azulejo, la reinita charquera norteña, y el pájaro gato gris que realizan una parada allí para abastecerse y continuar por la ruta migratoria del Caribe.

## Atractivos turísticos
Este sector de la isla cuenta con atractivos naturales de gran interés para los turistas, estos son:
- Hoyo soplador, es uno de los lugares más visitados de la isla, se trata de un conjunto de arrecifes coralinos que forman un túnel subterráneo a través del cual se expulsa con fuerza agua y viento producto del fuerte oleaje de la zona.

- La playa Charquitos, lugar protegido por una barrera de arrecifes coralinos que brindan tranquilidad a sus aguas por lo que es muy recomendado para las familias, menores de edad o adultos mayores.

- Playa Sound Bay, una de las playas menos visitadas de la isla, cercana a varios asentamientos de nativos por lo que es un lugar que atrae por la cultura, privacidad y belleza del paisaje.

- La piscinita balneario que se caracteriza por la tranquilidad del mar y lo cristalino de sus aguas; allí se realizan actividades que permiten apreciar parte de la biodiversidad marina del Archipiélago.

- West View, otro balneario natural que está dotado con un tobogán, un trampolín y unas escaleras para el disfrute de todos los turistas. También es uno de los lugares preferidos para la práctica del snorkeling.

- El Cove, es una bahía ubicada en el sureste de la isla, allí desembarcan los cruceros que arriban a San Andrés y se pueden observar hermosas puestas de sol.

- Blue Hole, el “hoyo azul” es una formación natural dentro del mar, aproximadamente a unos 300 metros de la playa, costa de rocas y arrecifes coralinos que rodean una especie de abismo. Es un lugar frecuentado para realizar actividades como el buceo y la apnea.

## Oferta hotelera y restaurantes
Si bien esta parte de la isla se encuentra apartada del centro turístico, tienen variedad de lugares que ofrecen la gastronomía típica de la región y, en cuanto al hospedaje, las alternativas que presenta están enfocadas en el ecoturismo y las vacaciones de descanso.
Cerca de los atractivos del Hoyo Soplador y la playa “Charquitos" se encuentra la Hostería Mar y Sol, donde de igual manera se promueve la conservación del medio ambiente con jardines sembrados de una variedad de plantas que incluyen Hibiscus, Croton, Heliconia, Gingers, Lirios, Helechos, Allamanda, Veraneras e inclusive Corales.